# フクギ
フクギ（福木、学名：Garcinia subelliptica）はフクギ科フクギ属の常緑高木。

## 特徴
樹高は10-20m。葉は対生で、長楕円形または卵状楕円形で長さ8-14cm。雌雄異株で、花期は5-6月。1.5cmほどのクリーム色の5弁花を葉の付け根に咲かせる。果実は直径3cmほど、3-4個の種子を含む液果で黄色く熟し、クビワオオコウモリ等のオオコウモリ類の餌となる。

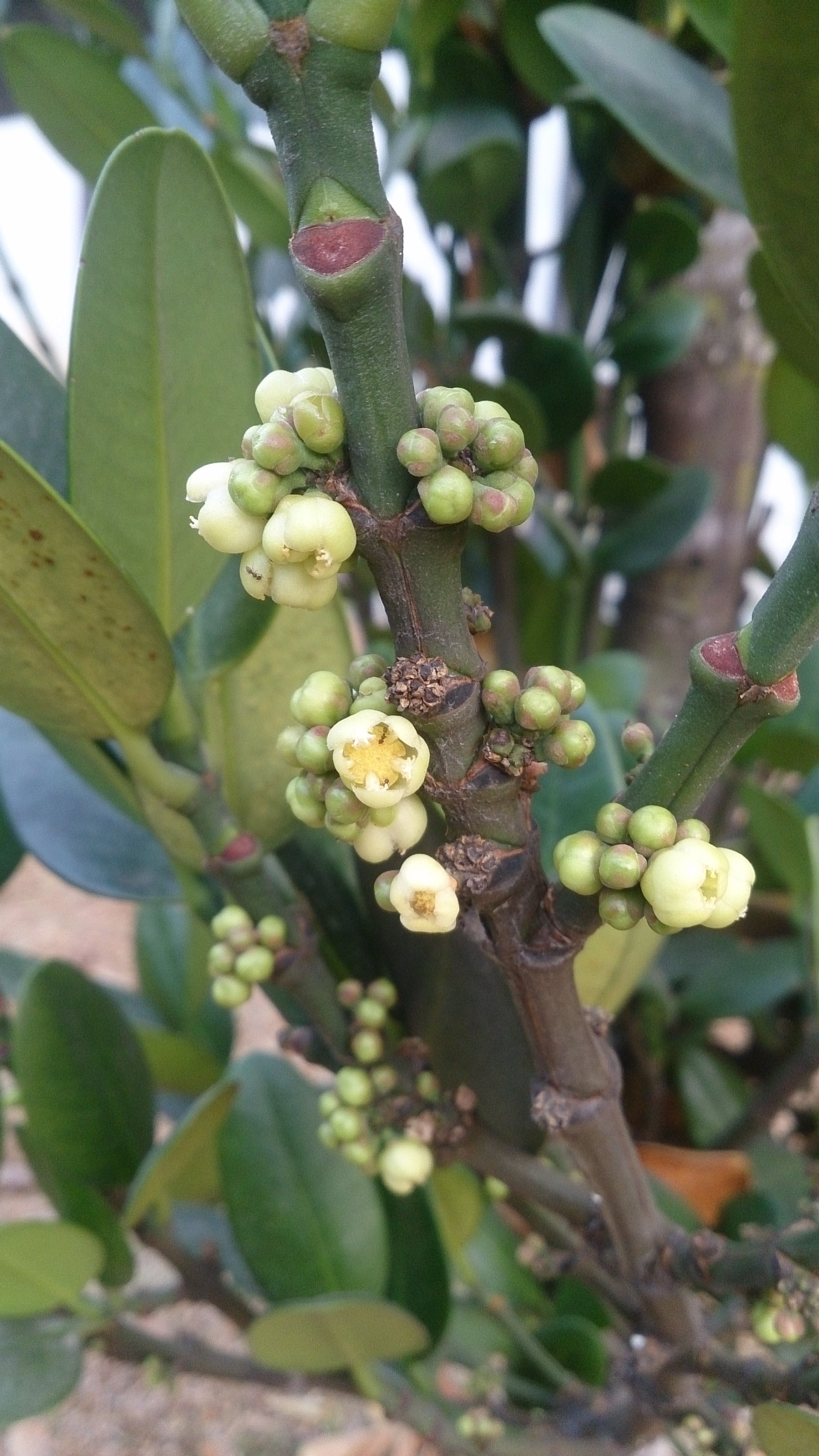
花
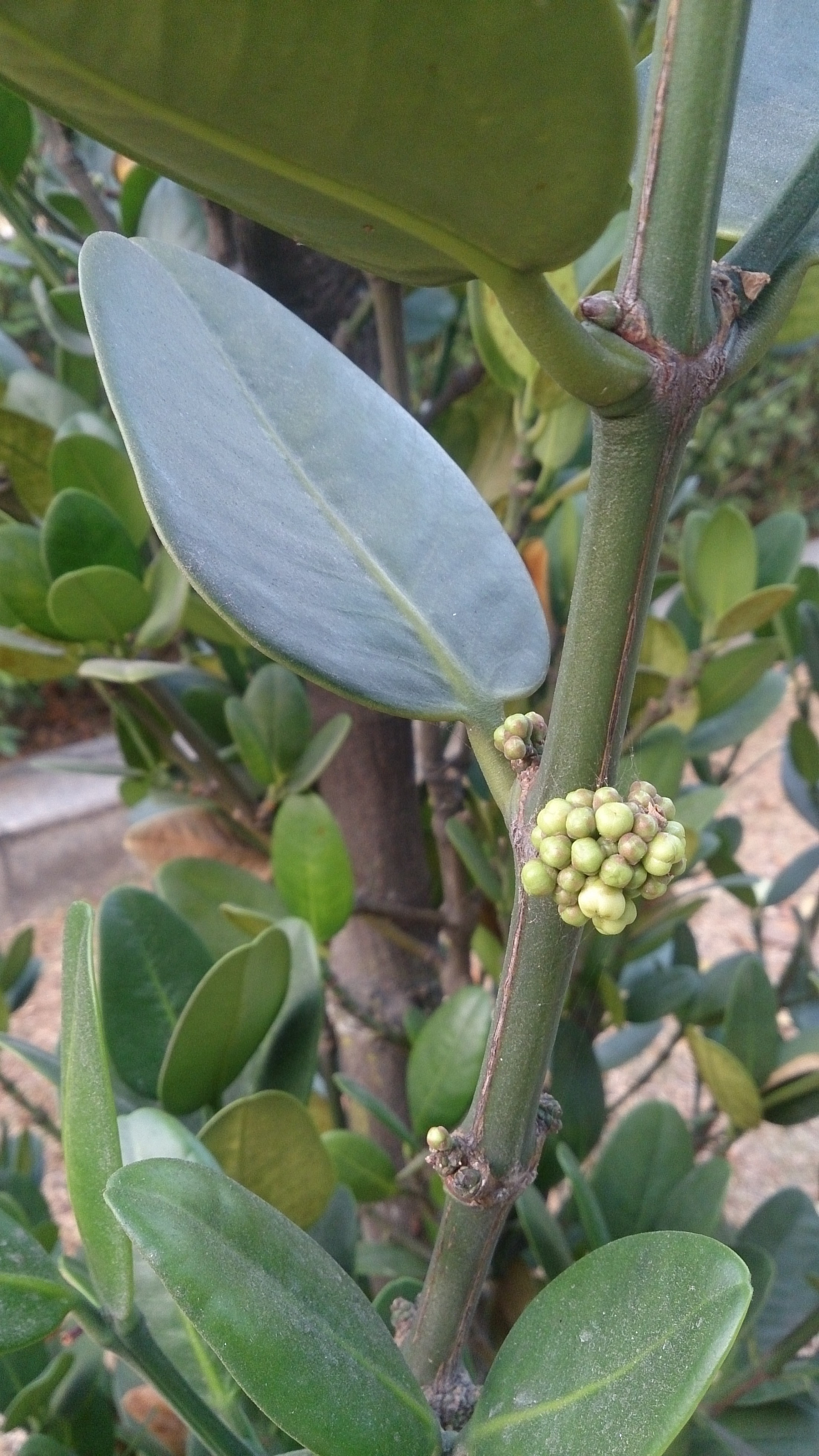
葉の付け根
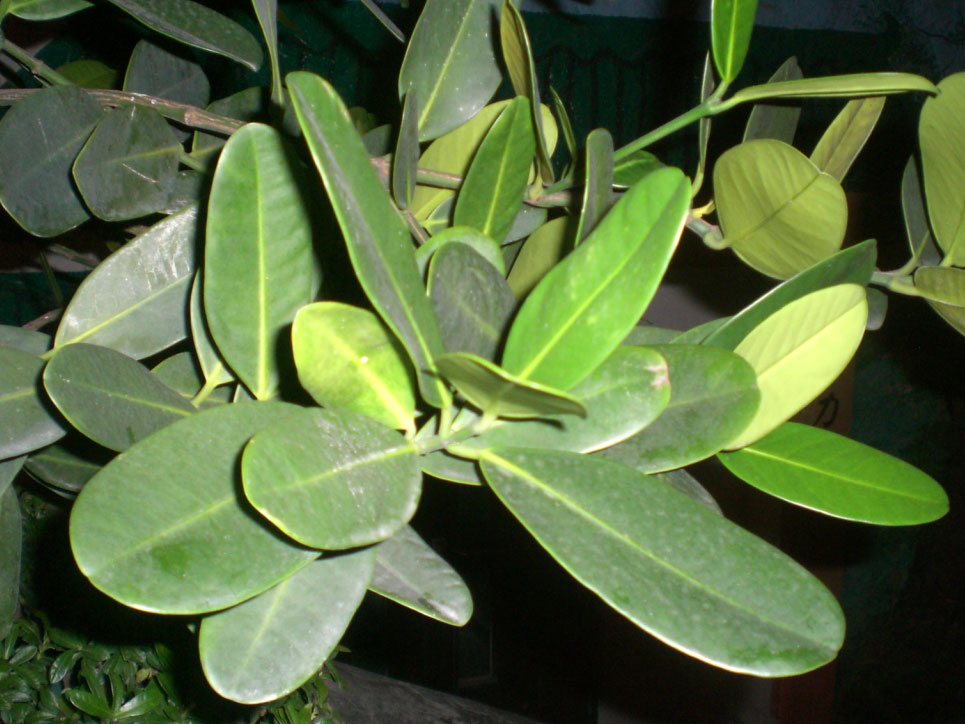
葉

## 分布
フィリピンに分布し、台湾ではフィリピンと同じ生物圏に属する台東県の蘭嶼、緑島に分布する他、台湾本島にも移入され、植栽されている。日本では沖縄県や奄美群島等で防風林・防潮林として植栽されている。日本のものは帰化（移入）とされているが、八重山諸島（石垣島、西表島、与那国島）には自生個体もあるという見解もある。

## 用途
防風林・防潮林、防火

雌株から落下した液果は腐臭を放ち、道路や庭を汚すことから、雄株のみを挿し木で殖やして利用するための技術開発が行われており、一定の成果を上げている。

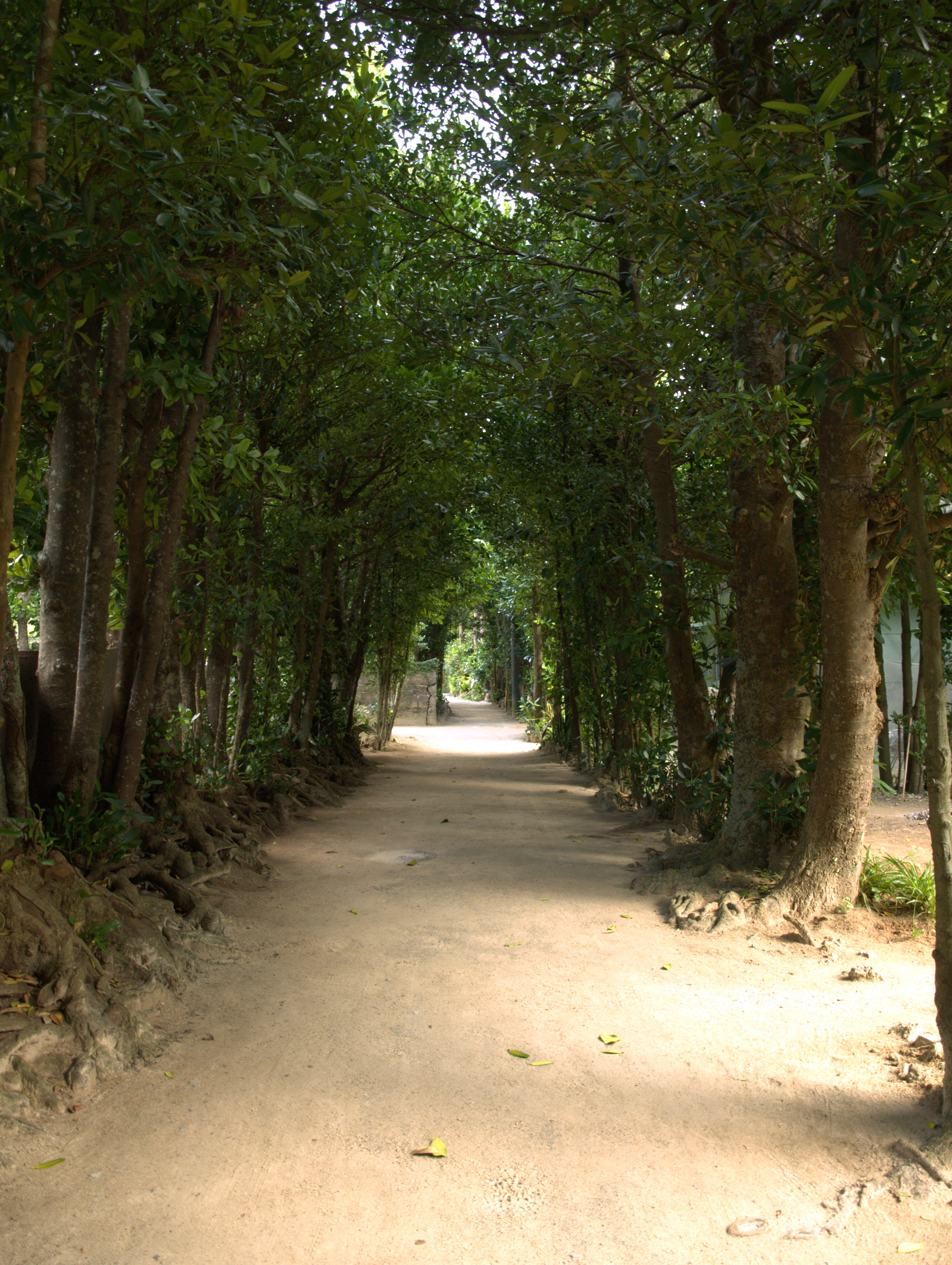
備瀬のフクギ並木(本部町)

フクギは並べて植栽すると緑の壁のようになり、防風林・防潮林となる。沖縄県の本部町備瀬の「備瀬のフクギ並木」。や久米島町真謝の「チュラフクギ」（「チュラ」は「美しい」、「清らか」の意味）などが有名である。奄美方言の地方名では「火事場木」を意味するクヮジバギといい、緑の壁のように植えておくと隣家の火事による延焼を食い止められるとされる。
染料
フラボン系のフクゲチン色素が心材や樹皮中に多く含まれ、古くから紅型、琉球紬、久米島紬などの黄色染めに用いられてきた。福木の色素はアルカリ媒染で赤味の黄色に、すず媒染で黄色に、銅媒染で黄緑色に、また鉄媒染で黒味の青緑色にそれぞれ染色される。

## 近縁種
「果物の女王」と呼ばれるマンゴスチン（G. mangostana）も同属だが、フクギは食用にはされない。
テリハボク（Calophyllum inophyllum）も植栽に利用され、外見がよく似ており混同されやすいが、テリハボクの方が葉脈がはっきり見える。また、テリハボクは樹皮が裂けるが、フクギは裂けず平滑である